# 2-ヒドロキシイソ酪酸
2-ヒドロキシイソ酪酸（英語: 2-hydroxyisobutyric acid）は、化学式が (CH
3)
2C(OH)CO
2H の有機化合物である。白色の固体で、ヒドロキシカルボン酸に分類される。天然に存在するポリエステルの前駆体と考えられている。乳酸 CH
3CH(OH)CO
2Hと密接に関係する。

## 生成
2-ヒドロキシイソブチリルCoAムターゼ（EC 5.4.99.64）は、3-ヒドロキシブチリルCoAを2-ヒドロキシイソブチリルCoAに異性化する。後者を加水分解すると2-ヒドロキシイソ酪酸が得られる。

## 反応
2-ヒドロキシイソ酪酸とリシンのε-アミノ基から形成されるアミドは、翻訳後修飾の一つである。
メタクリル酸エチル（工業的に重要なモノマーであり、メタクリル酸のエステル）は、2-ヒドロキシイソ酪酸のエチルエステルを五塩化リンで脱水することによって初めて得られた。